# Церковь Святой Бригиды (Оттава)
Церковь Святой Бригиды — бывшая римско-католическая церковь, расположенная в Оттаве (район Лоуэртаун) на углу улиц Святого Патрика и Камберленд-Стрит.

## История
Церковь была сооружена в 1889 г. для англоязычной католической общины Оттавы, в основном ирландского происхождения, которая до того была вынуждена пользоваться единственным католическим собором Нотр-Дам, где преобладали франкоязычные прихожане.
К 1870 г. процент ирландцев в составе католической общины города серьёзно снизился по сравнению с франкофонами, в результате чего ирландцы потеряли влияние в приходе Нотр-Дама. Это привело к переговорам, начавшимся в марте 1888 г., о создании отдельного прихода для католиков-англофонов в Лоуэр-Тауне, между прихожанами и архиепископом Оттавы, преподобным Жозефом-Тома Дюамелем. Стороны пришли к соглашению о создании нового прихода; архитектором был назначен Джеймс Р. Бауэс (James R. Bowes). Сооружение начато в 1889 г., церковь освящена 3 августа 1890 г.
В мае 2006 г. архиепископ Марсель Жерве объявил о предстоящем закрытии церкви в связи с тем, что уменьшающийся размер общины не мог обеспечить ежегодное поступление пожертвований в размере сотен тысяч долларов, необходимых на текущий ремонт церкви и поддержание её функционирования. Прихожане активно противостояли этому решению и даже обратились в суд с иском против епархии архиепископа. Несмотря на это, церковь была закрыта осенью 2007 г., а здание было приобретено инвесторами за 450 тысяч канадских долларов. В нём размещён центр ирландско-канадского культурного наследия, здесь проводятся общественные и культурные мероприятия, выставки искусства, театральные постановки и концерты.